# Revival II
『Revival II』（リヴァイヴァル ツー）は、2004年11月3日にリリースされた、稲垣潤一のカバー・アルバム。

## 解説
1996年リリース『Revival』の流れを汲むアルバム。前作は自身の曲のリミックス盤であったのに対し、本作は稲垣が洋・邦楽に拘らず選曲したカバー・アルバム。

## 収録曲
全編曲：難波弘之
1. 微熱少年（作詞：松本隆　作曲：鈴木茂）
2. HEARTBREAKER 〜ハートブレイカー〜（作詞・作曲：Barry Alan Gibb・ Maurice Ernest Gibb・ Robin Hugh Gibb）
3. YOU MAKE ME FEEL BRAND NEW 〜誓い〜（作詞・作曲：Bell Thomas Randolph・ Linda Creed・Linda Epstein）
4. 恋にノー・タッチ（作詞・作曲：Eric Carmen）
5. SHADOW CITY（作詞：有川正沙子　作曲：寺尾聰）
6. どうぞこのまま（作詞・作曲：丸山圭子）
7. GO KART TWIST 〜太陽の下の18才〜（作詞・作曲：Ennio Morricone,作曲：Luciano Salce）